# 扎比尼亞
49°38′51″N 25°0′16″E / 49.64750°N 25.00444°E
扎比尼亞（烏克蘭語：Жабиня），是烏克蘭的村落，位於該國西部捷爾諾波爾州，由捷尔诺波尔区負責管轄，始建於1469年，面積1.49平方公里，2001年人口525，人口密度每平方公里352.4人。